# 古偶蹄獸
古偶蹄獸（Diacodexis），又名古溪鹿，是已滅絕的偶蹄目動物。
古偶蹄獸長約50厘米，外形像麂羚，是最古老的偶蹄動物。古偶蹄獸的腳很長，相信牠是奔跑的能手，且能跳躍相對較長的距離。